# Chiesa di Sant'Andrea (Venegazzù)
La chiesa di Sant'Andrea è il principale luogo di culto cattolico di Venegazzù, frazione di Volpago del Montello, in provincia e diocesi di Treviso; fa parte del vicariato di Nervesa della Battaglia.

## Storia
La chiesa di Sant'Andrea venne edificata a partire dal 1765 grazie a un cospicuo prestito in denaro da parte del nobiluomo Marcantonio Spineda. Il sacro edificio fu benedetto nel 1794 e consacrato nel 1825.

## Descrizione

### Arte e architettura
Tipico esempio di architettura neoclassica si caratterizza per ampio pronao tetrastilo con intercolunnio centrale più ampio e capitelli a ordine composito con trabeazione sormontata da timpano dentellato. La chiesa venne progettata secondo la regola della Media Proporzionale Armonica dall'architetto castellano Giordano Riccati, amico degli architetti Francesco Maria Preti e Giovanni Miazzi, impegnati nello stesso periodo alla realizzazione dell'attigua villa Spineda.
Degno di nota è anche il campanile, tra i più alti della Marca, eretto fra 1855 e il 1883, su progetto dell'ing. Antonio Monterumici e costruito completamente con mattoni sagomati e pietra bianca di Vas.

### Opere d'arte
Al suo interno la chiesa, a navata unica con paraste trabeate, custodisce numerose opere d'arte provenienti sia dalla vecchia parrocchiale, sia dalla chiesa della B.V. della Salute di Padova. Tra le opere che si possono ammirare vi sono:
- la Madonna del Rosario, con san Domenico, san Francesco e san Liberale di Palma il Giovane
- il Giudizio di Salomone e Ester e Assuero di Giacomo Lauro, allievo di Paolo Veronese
- L'Addolorata che scende dal Calvario di Ascanio Spineda
- il Martirio di Sant'Andrea Apostolo attr. Giovanni Marini
- L'Annunciazione di G.B. Pellizzari da Verona, del XVI secolo
- La Natività di Maria di Antonio Domenico Triva di Reggio Emilia, scolaro del Guercino
- L'Assunta di Nadal Plaque, pittore francese
- La presentazione di Maria al tempio di Francesco Minorello da Este, del XVII sec.
- il soffitto è decorato dall'affresco raffigurante Il martirio e gloria di Sant'Andrea Apostolo del XVIII secolo di Giuseppe Bernardino Bison di Palmanova, già autore di opere all'interno del duomo della città friulana.

Il fonte battesimale (vasca in pietra del XVIII secolo) è sostenuta da una stele pagana del VI secolo d.C., elemento architettonico di una costruzione più antica rinvenuta nella vecchia chiesa posta ai piedi del Montello; la vasca è ricoperta da una struttura in legno d’abete e sulla sommità una statuina di Giovanni Battista. Nella parete è collocato un bassorilievo ligneo rappresentante il Battesimo opera di Lino Fiorentin scultore contemporaneo di Venegazzù.
Nella sagrestia è conservata una tela raffigurante una Vista di Asolo della fine del XIX secolo dipinta da Antonio Cavinato. Il dipinto fu donato dalla contessa Matilde Rigato Spineda nel 1900 per una lotteria dove il ricavato andava a favore della Chiesa di Venegazzù. Durante l’estrazione della lotteria non c’è stato nessun vincitore ed il quadro è rimasto in chiesa.

### Organo a canne
L'organo, del 1840 della Ditta Giacomo Bazzani e Figli, fabbricatori d'organi in Venezia successori Nachini e Callido. L’organo e l’orchestra originariamente furono costruiti sopra il portale d’ingresso e lì restarono fino al 1935, quando il parroco don Sante Brusa decise di smontarlo e trasportarlo nel nuovo coro e cantoria fatti costruire dietro l’altare maggiore, l’orchestra fu smontata e venduta, il drappo raffigurante Santa Cecilia che copriva il cassone contenente le canne è tuttora conservato nei magazzini della chiesa. Il lavoro, documentato da una fattura datata 15 maggio 1935 fu operato dalla Ditta Domenico Malvestito e Figlio di Padova.
Lo strumento è a trasmissione integralmente meccanica; esso dispone di 18 registri su due manuali e pedale.

## Musica
All'interno della mura della chiesa ha avuto i propri natali il prestigioso coro Schola Cantorum Sant'Andrea. Il gruppo è specializzato in polifonia sacra.